# Thermoretransferdruck
Der Begriff Thermoretransferdruck (Zusammensetzung aus: Thermo für „Wärme“, re für „zurück“ und Transfer für „Übertragung“) bezeichnet die vierfarbige Weiterentwicklung des einfarbigen Thermotransferdrucks. 
Der Thermoretransferdruck dient vor allem der Bedruckung von CD- und DVD-Rohlingen unter Verwendung eines speziellen Druckers. Durch Erwärmung des Druckkopfes wird die Farbe im Thermotransferdruck von einem Farbband („Ribbon“) abgelöst und auf ein spezielles Übertragungsband (Retransferband) übertragen. Von diesem Retransferband wird dann eine Folie auf die CD beziehungsweise DVD aufgeschmolzen. Durch diese Zwischenübertragung ist eine hohe Auflösung möglich, und der Druck kann in Vollfläche erfolgen. Die Bedruckung kann vor oder nach dem Brennen der CD/DVD erfolgen. Es werden spezielle Rohlinge benötigt.